# Чимителе (Терни)
Чимителе је насеље у Италији у округу Терни, региону Умбрија.
Према процени из 2011. у насељу је живело 2 становника. Насеље се налази на надморској висини од 859 м.